# Strika
Strika es un personaje ficticio perteneciente al Universo de Transformers, ella es una Decepticon bajo las órdenes de Megatron.

## Beast Machines
Strika es una miembro de los generales más grandes de la historia de Cybertron, y compañera de Obsidian, Ella tenía su chispa reprogramada por Megatron. Se unió a las filas de los generales Vehicon, tomando el lugar de Tankor como comandante de la artillería pesada.

## Transformers Animated
Strika es un personaje que apareció en el primer episodio de la tercera temporada de Transformers Animated. Ella es un homenaje a la versión Beast Machines del personaje, habla con un acento ruso. Strika lidera al equipo Chaar junto con sus seguidores: Cyclonus, Oil Slick, Spittor y Blackout. 
Ella aparece por primera vez en el episodio 30 (el primero de la tercera temporada) Teletransportados Parte I, en donde esta lidera el Equipo Chaar en colaboración con los grupos Decepticons en donde derrotan del equipo de Rodimus Prime sin ninguna dificultad, Strika se pone contacto con Shockwave para ser teletransportados a Cybertron, pero Shockwave informa a Strika sostener su posición hasta que Megatron y su equipo lleguen a Cybertron. Poco tiempo después, cuando la Guardia de Élite hace su camino a su ubicación, ya que el equipo liderado por Rodimus Prime pidieron ayuda, Strika recibe órdenes de Megatron, la cual era tomar la retirada lo cual acata esas órdenes junto con su equipo.
Aunque nunca su grupo se dio a conocer en la Tierra, Strika aparece brevemente en "Error Humano Parte 1" con el resto del equipo Chaar y Shockwave, si bien como una ilusión de realidad virtual.